# میخایلو دونتس
میخایلو دونتس (اوکراینی: Михайло Михайлович Дунець؛ زادهٔ ۳ نوامبر ۱۹۵۰) بازیکن فوتبال اهل اوکراین است.
از باشگاه‌هایی که در آن بازی کرده‌است می‌توان به باشگاه فوتبال بالتیکا کالینینگراد اشاره کرد.